# Мю-метал

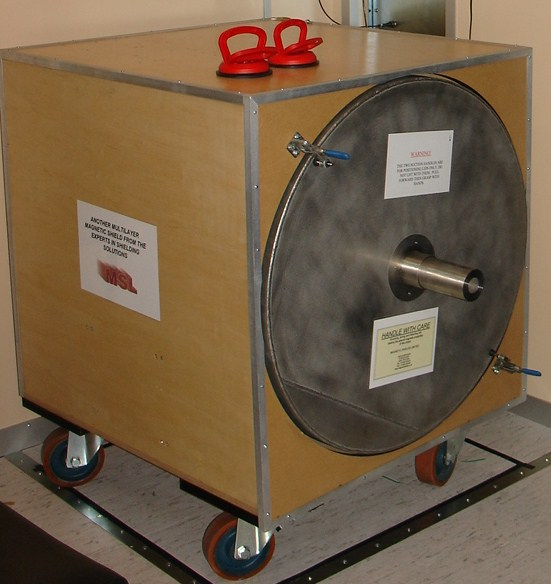
Бокс з мю-металу для екранування магнітного поля Землі. П'ять шарів по 5 мм кожен екранують магнітне поле, зменшуючи його напруженість у 1500 разів

Мю-метал (англ. mu-metal) — магніто-м'який сплав нікелю (77 %), заліза (16 %), міді (5 %) та молібдену або хрому (2 %). Характеризується виключно високою магнітною проникністю при невеликому зовнішньому магнітному полі (максимальна відносна магнітна проникність μ≈100 000…300 000). Належить до магнітно-м'яких матеріалів класу пермалоїв.
Сплав з незначними варіаціями за хімічним складом випускається у світі під марками MuMETAL, Mumetall, Mumetal2 тощо.
Зокрема під торговельною маркою MuMETAL®, що належить американській компанії «Magnetic Shield Corporation», випускається сплав, що відповідає марці ASTM A753 Alloy 4 зі складом 80…81 % нікелю, 4,5…6 % молібдену, невеликої кількості інших елементів (зокрема кремній, магній) і решта — залізо. Цей сплав за хімічним складом ближчий до марки 80НМ, яка ще носить назву супермалой.
Аналогами сплаву мю-метал за міждержавним стандартом ГОСТ 10994-74 є: можуть бути:
- 76НХД (75,0…76,5 % Ni; 1,8…2,2 % Cr; 4,8…5,2 % Cu; 0,3…0,6 % Mn; 0,15…0,3 % Si; решта — Fe).
- 77НМД (75,5…78,0 % Ni; 3,9…4,5 % Mo; 4,8…6,0 % Cu; не більше від 1,4 % Mn; 0,1…0,3 % Si; решта — Fe).

## Властивості
Сплав характеризується низькою магнітною анізотропією та магнетострикцією. Перевагою мю-металу є те, що він добре обробляється тиском, що дозволяє легко формувати тонкі смуги, необхідні для магнітних екранів.
Характерною особливістю сплаву 76НХД є підвищена температурна стабільність максимальної магнітної проникності у кліматичному інтервалі температур від -60 °C до +60 °C після термічної обробки з повільним охолодженням у діапазоні 500…300 °C. Термічною обробкою із швидким охолодженням (400…500 град/год) у діапазоні температур 500…300 °C початкова проникність сплаву може бути значно підвищена, але температурна стабільність при цьому зменшується.
Характерною особливістю сплаву 77НМД є висока початкова проникність і зниження максимальної проникності відносно початкової в 1,5…3,0 рази.
Механічні властивості сплаву 76НХД:
- твердість 220/120 HB;
- границя міцності при розтягу, σв = 900/520∙МПа;
- границя плинності при розтягу, σт =880/130 МПа;
- залишкова деформація в умовах розтягу, δ = 3/40 %

Примітка: у чисельнику подані властивості до термообробки, у знаменнику — після.

## Історія створення

Конструкція підводного кабелю з використанням мю-металу

Мю-метал був створений британськими ученими Віллоубі Смітом (англ. Willoughby S. Smith) та Генрі Ґарнеттом (англ. Henry J. Garnett) а його використання для індуктивного навантаження підводних телеграфних кабелів запатентоване у 1923 році британською компанією «Telegraph Construction and Maintenance Co.» Ltd. (тепер «Telcon Metals Ltd.»), коли компанія займалась прокладанням телеграфного кабелю дном Атлантичного океану. Виявилось, що солоність морської води суттєво змінювала електричну ємність кабелю, що знижувало швидкість передачі даних до 10-12 слів на хвилину. Вихід було знайдено обгортанням кабелю металевою фольгою. Як матеріал фольги було обрано якраз мю-метал.

## Застосування
Застосовується для виготовлення деталей приладів у радіотехніці, телефонії, телемеханіці. Як і супермалой (марки 79НМ, 80НМ), служить матеріалом для виготовлення осердь малогабаритних трансформаторів, дроселів та реле, що працюють у слабких полях магнітних екранів. У малих товщинах (0,05…0,02 мм) — для осердь імпульсних трансформаторів, магнітних підсилювачів та безконтактних реле.
Переважне застосування сплаву 76НХД — осердя магнітопроводів, що працюють у кліматичному інтервалі температур від -60 °C до +60 °C.
Сплав 77НМД використовують для виготовлення осердь апаратури особливо високої точності.